# Delitti privati
Delitti privati es una serie de televisión italiana emitida en la RAI en el año 1993.

## Argumento
La protagonista es la periodista Nicole Venturi (Edwige Fenech) que, trastornada por la muerte de su hija, investiga con el fin de conocer quién es el asesino.

## Reparto
- Edwige Fenech es la prutagonista Nicole Venturi.
- Vittoria Belvedere es Sandra, hija de Nicole.
- Ray Lovelock es el Comisario Stefano Avanzo.
- Victoria Vera es Anna Selpi, una amiga de Nicole.
- Manuel Bandera es Andrea Baresi, periodista de Roma.
- Joe Kloenne es Marco Pierboni, asesinado con Sandra.
- Gudrun Landgrebe es Daniela Pierboni, mujer de Marco Pierboni.
- Gabriele Ferzetti es el Dr. Braschi
- Alida Valli es Matilde Pierboni, madre de Marco.
- Silvia Mocci es Chiara, amiga de Sandra.
- Lorenzo Flaherty es Paolo, exnovio de Sandra.
- Paolo Malco es Massimo Pierboni, hermano de Marco.
- Athina Cenci es Severa, gobernante de la familia Pierboni.

## Localización
La localización principal de la serie es Lucca. En los tres primeros episodios era el único lugar de rodaje, en el cuarto y último, se agregó como localización secundaria a la ciudad de Roma.